# 所罗门马房

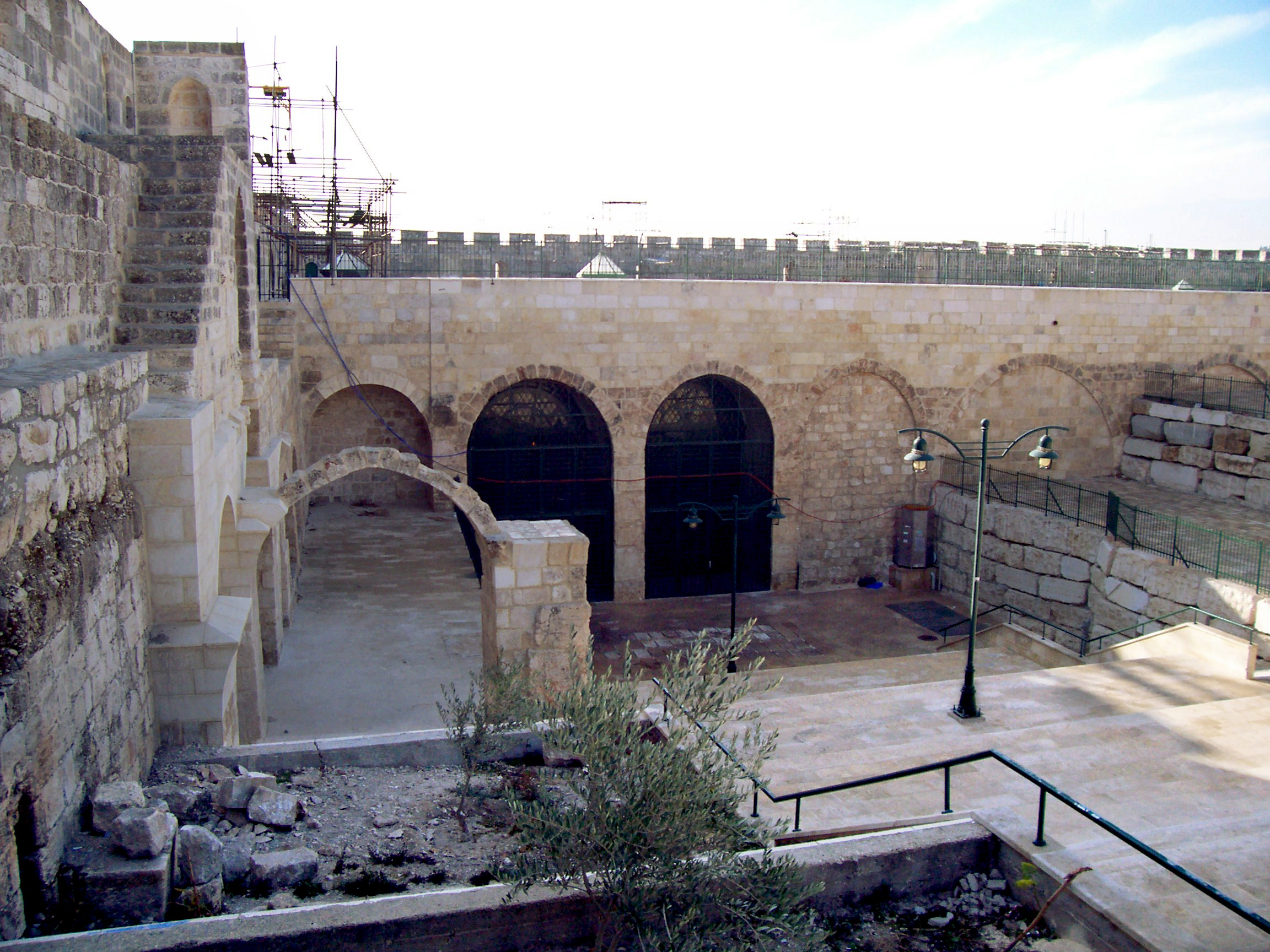
1996年12月，新改建的马尔瓦尼清真寺

马尔瓦尼清真寺（Marwani Mosque;希伯來語：‎, 阿拉伯语：‎）是一个地下拱形空间，现在用作穆斯林祈祷室，面积约500平方米，从阿克萨清真寺向下延伸的楼梯底部，位于圣殿山下方，到耶路撒冷圣殿山的南墙的底部。所罗门马房（Solomon's Stables）位于圣殿山东南角的下面，在庭院下方12.5米，设有十二排柱子和拱门。1996年12月，瓦合甫将该区域改为“马尔瓦尼祈祷室”（'Marwani Prayer Hall），增加灯光和地砖 。

## 历史
据称，该建筑是由大希律王（前37–前4年在位）所建，作为其圣殿山平台向南延伸到俄斐勒（Ophel）的一部分。他的工程师在圣殿山的山坡上方，建造了巨大的矩形平台，通过建造一个由一系列拱形拱门组成的下部结构，来降低对挡土墙的压力。 这些拱顶由88根柱子支撑，分隔成十二排柱廊。最初是第二圣殿的存储区。在希律楼梯区域，现在仍保留了许多原始的内部空间，尚未重新装修，成为清真寺。但游客很少获准进入这片希律风格的区域。
除了在十字军统治耶路撒冷期间，大部分地下空间都是空的。十字军将其改为骑兵的马厩。在某些柱子上仍然可以看到拴马的环。 自十字军东征以来，该建筑就被称为所罗门马房，这个词是历史的重叠：“所罗门”是指原本位于此处的所罗门圣殿，而“马房”是指耶路撒冷国王鲍德温二世时期（1118–1131年），该空间对于十字军的功能用途。

## 所罗门马房历史的另一解释
约旦学者Raef Yusuf Najm 认为这座清真寺最初是在罗马皇帝哈德良在二世纪建造的蓄水池，从墙体的接合可以推断出，它是与目前环绕阿克萨清真寺的石墙是同时建造的。它的整体结构非常类似于拉姆拉的罗马蓄水池。
蓄水池被用来收集周围地区的水，水通过石质的水平输水管道流入蓄水池外壁的垂直水道。今天仍然可以看到一条垂直的水道，位于马尔瓦尼清真寺正门的高度。它是半圆形的，内衬罗马石灰岩，混合有粘土和沙子。蓄水池的地板是石头制成的，但上面积聚了多年的淤泥。”。

## 马尔瓦尼清真寺的现代建筑
1996年冬天，耶路撒冷伊斯兰瓦合甫获准在斋月的阴雨天，使用所罗门马房，作为备用的礼拜场所。后来，瓦合甫宣布其目标是建造一座容纳10,000信徒的清真寺，使其成为该国最大的清真寺。此举旨在强化穆斯林对圣殿山的主权。

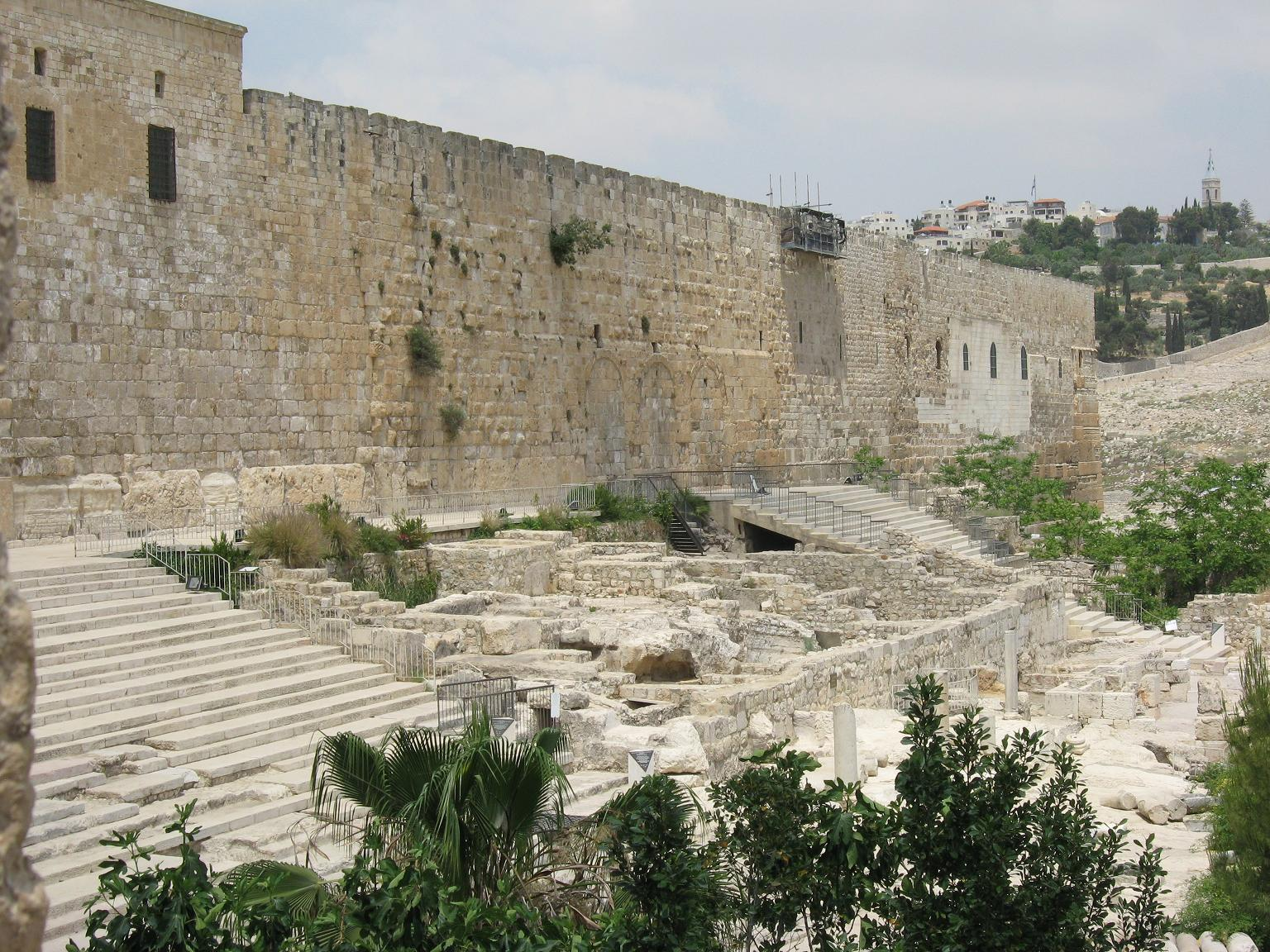
圣殿山的南墙

在没有得到耶路撒冷市政当局或考古部门的许可下，瓦合甫使用拖拉机和重型车辆，开始在圣殿山的东南部地区挖了一个大洞。这一举动引起了考古学家的批评，说考古层和文物正在被破坏。挖掘削弱了南墙的稳定性。挖掘在南墙上形成了一个大的，可见的凸起，从而威胁到圣殿山的结构完整性，因此需要进行大规模的维修。 维修被称“难看”，因为在棕褐色的粗石墙壁上，出现了大块白色明亮的光滑石头。
1996年12月，新的马尔瓦尼清真寺正式启用。

### 2019年火灾
2019年4月15日，马尔瓦尼清真寺庭院的警卫室发生了小型火灾。瓦合甫消防队成功扑灭了火灾。从某些角度看，似乎是从地下清真寺本身冒出了烟雾。

## 文物
挖出的土壤倾倒在橄榄山附近，以方进行了圣殿山筛分项目（Temple Mount Sifting Project）的救援考古，目的是筛分考古遗迹的残骸。他们获得了许多重要发现。 以色列文物局于1999年发布了一份报告。根据该报告：
- 14％的碎片可追溯到第一圣殿时期
- 19％第二圣殿时期
- 6％ 罗马时期
- 14％拜占庭时期
- 15％早期穆斯林和中世纪
- 32％无法确定。

在2000年6月接受《耶路撒冷邮报》采访时，瓦合甫首席考古学家说，他的同事“在挖掘之前或之后”检查了从挖掘中取出的材料，“没有发现有特殊意义的东西”。2016年，在筛选过程中发现了罗马碎石鑲嵌畫 (Opus sectile)类型的精美地砖，并被解释为可能属于希律圣殿建筑群，用来装饰门廊的地板 。